# Montclus (Gard)
Montclus település Franciaországban, Gard megyében. Lakosainak száma 177 fő (2022. január 1.). Montclus Orgnac-l’Aven, Barjac, Issirac, Méjannes-le-Clap, Saint-André-de-Roquepertuis és Saint-Privat-de-Champclos községekkel határos.

## Népesség
A település népességének változása:
| Lakosok száma | 124  | 139  | 135  | 159  | 176  | 204  | 206  | 194  | 188  | 177  |
|               | 1968 | 1982 | 1990 | 2006 | 2013 | 2015 | 2017 | 2019 | 2020 | 2022 |